# Amanat (politieke partij)
De politieke partij Amanat (Kazachs: Аманат; Russisch: Аманат), tot 2022 "Noer Otan" Democratische Volkspartij (Kazachs: Нұр Отан, "Nur Otan" Halyqtyq Demokratıalyq Partıasy; Russisch: "Nur Otan" Narodno-Demokratitsjeskaja Partija) geheten en gewoonlijk Noer Otan (Stralend Vaderland) genoemd, is de heersende politieke partij in Kazachstan met ongeveer 900.000 leden. Van 2007 tot 2022 stond de partij onder leiding van Noersoeltan Nazarbajev, president van Kazachstan van 1990 tot 2019. Sinds 2022 staat de partij onder leiding van Kassim-Zjomart Tokajev, president van Kazachstan sinds 2019.

## Voorgeschiedenis
De voorganger van de partij, Otan, werd oorspronkelijk opgericht op 12 februari 1999 na de fusie van verschillende pro-presidentiële partijen, waaronder de Volksunie van Kazachstan, de Liberale beweging van Kazachstan en de beweging "Voor Kazachstan – 2030". Op het verenigingscongres schetste de nieuwe partij een programma dat grotendeels de regering van Nazarbajev ondersteunde.
Bij de laatste wetgevende verkiezingen onder de naam Otan in 2004, won de partij 60,6% van de stemmen en 42 van de 77 zetels.

## Fusie

Het hoofdkwartier van Noer Otan in Nur-Sultan

Otan fuseerde op 25 september 2006 met Asar, de partij van Nazarbajevs dochter Dariga Nazarbajeva. Met de vier zetels van Asar erbij behaalde Otan een zetelaantal van 46 van de 77 zetels.
In december 2006 werd aangekondigd dat de Burgerpartij en de Agrarische Partij Asars pad zouden volgen en ook zouden fuseren met Otan om het aandeel van Otan te vergroten van 46 naar 57 van de 77 zetels. Nazarbajev zei dat hij verwachtte dat nog andere partijen zouden fuseren met Otan. Nazarbajev zei dat er minder, sterkere partijen zouden moeten zijn die ‘efficiënt de belangen van de bevolking verdedigen’. Tijdens het daaropvolgende partijcongres op 22 december 2006 stemden afgevaardigden voor het hernoemen van de partij in Noer Otan.
In oktober 2011 werd in Astana een samenwerkingsovereenkomst ondertekend tussen Noer Otan en de Oekraïense Partij van de Regio's en een andere in 2015 met Verenigd Rusland.

## Naamswijziging
Op 1 maart 2022 werd de partijnaam gewijzigd in Amanat, hetgeen "Voorouderlijke Wil" of "Opdracht van de Voorouders" betekent.

## Verkiezingsresultaten
Presidentsverkiezingen
| Verkiezingsjaar | Kandidaat              | Verkregen stemmen | % van de stemmen | Resultaat |
| --------------- | ---------------------- | ----------------- | ---------------- | --------- |
| 2011            | Noersoeltan Nazarbajev | 7.850.958         | 95,55%           | Gekozen   |
| 2015            | Noersoeltan Nazarbajev | 8.833.250         | 97,75%           | Gekozen   |
| 2019            | Kassym-Jomart Tokajev  | 6.539.715         | 70,96%           | Gekozen   |

Parlementsverkiezingen
| Verkiezing | Verkregen zetels | 98/98              | Verkregen stemmen | % van de stemmen | Positie     | Partijleider           |
| ---------- | ---------------- | ------------------ | ----------------- | ---------------- | ----------- | ---------------------- |
| 2007       | 98/98 zetels     | 100% van de zetels | 5.247.720         | 88,40%           | Meerderheid | Karim Massimov         |
| 2012       | 83/98 zetels     | −15 zetels         | 5.621.436         | 80,99%           | Meerderheid | Karim Massimov         |
| 2016       | 84/98 zetels     | +1 zetel           | 6.183.757         | 82,20%           | Meerderheid | Noersoeltan Nazarbajev |
| 2021       | 76/98 zetels     | -8 zetels          | 5.148.074         | 71,09%           | Meerderheid | Noersoeltan Nazarbajev |

## Samenwerkingsverbanden met buitenlandse partijen
Amanat onderhoudt betrekkingen met verscheidene buitenlandse politieke partijen, waaronder Verenigd Rusland, AK Partij (Turkije), Communistische Partij van China, Christlich Demokratische Union Deutschlands en de Conservative Party (Verenigd Koninkrijk).